# Gollich Strøm
Gollich Frederik Peter Strøm (født 3. april 1819 i Odense, død 2. december 1898 i Marslev) var en dansk præst, politiker og personalhistorisk forfatter.
Han var født i Odense, hvor hans fader, Samuel Henrik Strøm, var gæstgiver; moderen hed Bolette Elisabeth f. Læger. 1835 blev han student fra Odense Katedralskole, og efter 1840 at have taget teologisk embedseksamen var han et par år lærer ved københavnske almueskoler, men vendte da tilbage til sin fødeby, ved hvis lærde skole han 1844 fik fast ansættelse som adjunkt. 1848 udnævntes han til sognepræst for Marslev og Birkende menigheder i det nordøstlige Fyn, og her virkede han i næsten et halvt århundrede. Som prædikant nød han betydelig anseelse i og uden for sine sogne, og i teologiske spørgsmaal sluttede han sig nærmest til N.F.S. Grundtvig, dog ikke som en blind og ukritisk tilhænger af alle dennes meninger. 1859 valgtes han til landstingsmand for 6. kreds og genvalgtes 1864 og 1866; han stemte for grundlovsforandringen, men senere lod han sig ikke vælge. Siden 1864 havde han også haft sæde i Rigsrådets Landsting. Strøm hørte nærmest til De Nationalliberale, men indtog i de kirkelige sager, der forhandledes, en noget afvigende stilling, i det han i overensstemmelse med den hele grundtvigske opfattelse kæmpede for kirkelig frihed, uden dog at gå så yderlig som mange af hans venner. Han nød stor anseelse i Rigsdagen, og 1868 menes der at være gjort henstilling til ham om, hvorvidt han kunne være villig til at overtage Kultusministeriet. Samme år blev han medlem af den store kirkekommission og 1891 af en anden regeringskommission angående kirkelige forhold. Hans teologiske forfattervirksomhed indskrænker sig til nogle artikler i kirkelige tidsskrifter; men i Samlinger til Fyns Historie og Topographie meddelte han meget grundige efterretninger omt en hel del fynske sognes historie, især deres presbyterologi. 1842 udgav Strøm til brug for almueskolerne Lærebog i Danmarks Historie (10. oplag 1863). Det skyldes for en stor del hans initiativ, at der 1894 i hans annekssogn Birkende blev rejst en mindestøtte for Hans Tausen. 23. maj 1867 blev han Ridder af Dannebrog og i 1892 Dannebrogsmand.
Strøm ægtede 18. maj 1849 Marie Christine Müller (født 29. september 1830), søster til præsten H.C.D. Müller. 1897 tog han afsked fra sit embede, men blev boende i Marslev; her døde hans hustru natten mellem 18. og 19. september 1898, og 2. december samme år fulgte han hende. Han er begravet på Marslev Kirkegård.
Der findes en pastel af Niels Moe i familieeje.